# Викторовка (Акмолинская область)
Викторовка (каз. Викторовка) — село в Зерендинском районе Акмолинской области Казахстана. Административный центр Викторовского сельского округа. Код КАТО — 115643100.

## География
Село расположено возле озера Айдабул на юге района, в 18 км на юг от центра района села Зеренда. Близ села проходит автодорога Р-12 (Кокшетау — Атбасар).

### Улицы[2]
- микрорайон Кызылкайнар,
- ул. Бирлик,
- ул. Заводская,
- ул. Зеленая,
- ул. Мира,
- ул. Новая,
- ул. Озерная,
- ул. Придорожная,
- ул. Пролетарская,
- ул. Советская,
- ул. Юбилейная.

Решением акима Викторовского сельского округа от 18 ноября 2020 года, в селе была переименована 1 улица.

### Ближайшие населённые пункты
- аул Богенбай би в 4 км на востоке,
- село Красиловка в 8 км на юго-западе,
- село Коктерек в 16 км на северо-востоке,
- село Зеренда в 18 км на севере.

## Население
В 1989 году население села составляло 1903 человека (из них русских 46%, немцев 24%, казахов 22%).
В 1999 году население села составляло 1758 человек (850 мужчин и 908 женщин). По данным переписи 2009 года в селе проживало 1419 человек (689 мужчин и 730 женщин).
| Численность населения | Численность населения | Численность населения |
| 1989                  | 1999                  | 2009                  |
| --------------------- | --------------------- | --------------------- |
| 1903                  | ↘1758                 | ↘1419                 |

## Известные жители и уроженцы
- Пышмынцев, Василий Николаевич (1915 — ?) — Герой Социалистического Труда.